# Freigeld

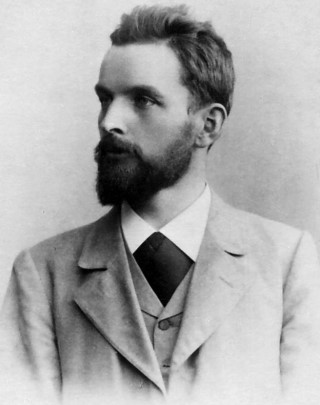
Silvio Gesell (1862–1930), creador de concepto del Freigeld

El dinero libre es un tipo de dinero con unas características muy concretas propuesto por Silvio Gesell en su teoría del Freiwirtschaft.

## Propiedades
- Una autoridad monetaria es responsable de mantener la estabilidad de su poder adquisitivo (sin inflación o deflación) mediante el recurso a imprimir más dinero, o bien retirarlo de circulación.
- Es seguro en términos de su liquidez (mediante un plan que asegura que el dinero retorna al flujo de caja –por ejemplo, mediante la Sobrestadia– requiriendo la compra de sellos que deben ser periódicamente presentados junto con el dinero para mantener su validez).
- Es convertible a otras monedas.
- Está localizado en un área determinada, por lo que es una moneda local.

Su nombre obedece a la idea de que no hay incentivos para guardar o acumular Freigeld porque este perderá su valor automáticamente con el transcurso del tiempo. Por ello se sostiene que las Tasas de interés podrían reducirse a cero.

## Teoría
Según Gesell, todos los bienes producidos tienen un elevado coste de almacenamiento que el dinero no tiene. Por ejemplo, el cereal pierde su peso, los productos metálicos enmohecen y la vivienda se deteriora. Por tanto, el dinero tiene una ventaja que lo coloca por encima de los demás bienes. John Maynard Keynes denominó el concepto del interés básico articulado por Gesell en su libro El Orden Económico Natural como el de preferencia de liquidez. Tener liquidez –o dinero– representa una ventaja mucho mayor que la de tener unas cantidades comparables de cualquier producto (después de su utilidad). Como consecuencia de ello, las personas solo ofrecerán créditos sin riesgo, y corregidos en términos de inflación, si están en condiciones de establecer una tasa de interés determinada. El Freigeld sencillamente reduce esta tasa de interés "primordial" de entre 3% y 5%, por una tasa absoluta que les permita bajar la tasa media de interés a un valor cercano a 0.

### Ejemplos actuales
El E-gold es un ejemplo de una moneda privada moderna a la que se le aplica sobrestadía. En este caso hay un coste de almacenamiento del oro de 1% anual. Puede decirse que el gasto de sobrestadía asociado al e-gold corresponde al operador de la moneda para ayudar a cubrir los costes de almacenamiento real.
La divisa terra de Bernard Lietaer propone una moneda indexada a una cesta de productos que es similar al bancor (o L'Europa) propuesto por Keynes, que tenía un coste de sobrestadía.
El chiemgauer es una moneda comunitaria regional a la que se aplica sobrestadía utilizada en una zona de Baviera.